# Vălkovo
Vălkovo (bulgariska: Вълково) är ett distrikt i Bulgarien.   Det ligger i kommunen Obsjtina Sandanski och regionen Blagoevgrad, i den sydvästra delen av landet, 120 km söder om huvudstaden Sofia.